# 岩田亜矢那
岩田 亜矢那（いわた あやな・1983年11月13日 - ）は兵庫県神戸市西区出身の女優・タレント・モデル・モデル事務所美人社長である。
愛称は「あやにゃん」。

## 略歴・人物
- 兵庫県立伊川谷高等学校卒業。神戸山手短期大学に在籍中にアメリカに留学。その後テレビ番組『恋のから騒ぎ』第10回生として出演したのを機にタレント活動を本格的に開始した。
- 亀とエビを飼っている。
- 自称リラックママニア。
- 甘いものが苦手（ケーキ・シュークリームetc）。
- 妹が1人いる。
- 芸名は以前勤めていた会社の上司に決めてもらった。地元神戸も舞台のひとつとなっていた、当時放送中のNHK大河ドラマ「義経」の屋島の戦いにおける、那須与一「扇の的」のエピソードより。
- 座右の銘は「笑顔は最高のメイク」

## 出演

### レースクイーン
- 2009年 Triple-aでちゃう!ガールズ レースクイーン (SUPER GT)

### 映画
- そのときは彼によろしく
- ミナミの帝王
- 僕の彼女はサイボーグ

### ドラマ
- ナイトヒーロー NAOTO（テレビ東京）

### TV
- パチンコ楽園（サンテレビ）
- ガールズxガールズ（東海テレビ）レギュラー
- 恋のから騒ぎ（日本テレビ、10回生）
- たかじん胸いっぱい（関西テレビ）
- 美の壷（NHK教育・和装モデル）
- Like a Wind（サンテレビ）
- メッセンジャー年末特番、梅田メッセ（ABC）
- 中居正広の金曜日のスマたちへ（TBS）
- サクセスファイター（サンテレビ）
- 明日どこいこ（ベイコムCATV）
- パチンコ・美女 全国の旅（サンテレビ）
- カツ玉ドン（サンテレビ）
- 京パチだ・い・す・き（KBS京都）
- びわかん（びわ湖放送）
- メッセンジャーの○○は大丈夫なのか?（MBS）
- 勇さんのびわ湖バイタル研究所（KBS京都）

### ラジオ
- GT Radio(α-STATION)

### CM
- テレマート「杜仲茶」
- ETCカードテレビ

## 書籍
- ひまわり（幻冬舎）